# Одоєвське князівство
Одоєвське князівство — одне з удільних князівств Чернігово-Сіверської землі з центром у Одоєв. Було одним з Верхівських князівств, займаючи частину верхів'я річки Оки (на території сучасної Тульської області Російської Федерації). Утворилося внаслідок розпаду Новосильського князівства. Тривалий час перебувало під зверхністю Великого князівства Литовського. У середині XV століття опинилося залежно від Великого князівства Московського. У 1540-х роках являло собою дрібні володіння. Формально ліквідовано 1573 року.

## Історія
Утворення Одоєвського уділу сягає 1375 року, коли столиця Новосильського князівства — Новосіль — було сплюндровано військами Золотої Орди. Тоді князь Роман Семенович переніс столицю до Одоєва. Після відбудівлі Новосіля його було відновлено в статусі столиці. Проте тепер правителя стали титуловатися князями Новосильськими і Одоєвськими, тобто Одоєв став другою столицею. Остаточно як самостійний уділ утворився за князя Льва Романовича та його брата Юрія. Можливо, що Юрій Романович відразу отримав частку Одоєвського князівства, а потім — все князівство, але з умовою визнання залежності від старшого з Новосильських князів.
У 1406 році Одоєвське князівство потрапило в залежність від великого князівства Литовського. Проте невдовзі стало об'єктом боротьби між Литвою та Москвою. Водночас завдяки прикордонному становищу зберігало певну самостійність. 1425 року правителі Одоєвського князівства були вимушені визнати також зверхність Великого князівства Московського. Але вже 1427 року князі Іван, Василь, Федір і Семен Юрійовичі присягнули Вітовту, великому князю Литовському.
Старший Одоєвський князь Іван Юрієвич 1459 року підписав перемир'я з великим князем литовським Казимиром Ягеллончиком. 1459 року половина Одоєвського князівства була розділена між синами Івана Юрійовича: Михайлом, Федором і Василем Кривим. 1483 року було укладено новий договір Івановичів з великим князем Литовським. Друга половина князівства 1474 року була розділена між сина Семена Юрійовича: Іваном Сухоруком, Василем Швихом і Петром. Іван Сухорук у 1488 році перейшов на московську службу, а у 1492 році підбив братів захопити половину частину князя Федора Івановича.
У 1494 році за результатами московсько-литовської війни було визнано, що Одоєвське князівство перебуває у зверхності великого князівства Московського. 1497 року до великого князя відійшла частка Одоєвського князівства, що належала Івановичам. 1525 році було приєднано частку князя Петра Семеновича. У 1540-х роках князівство практично перетворилося на дрібні уділи, а його князя на землевласників середньої руки. 1573 року рештки Одоєвського князівства повністю увійшли до складу Московського царства.